# Командування спеціальних сил
Командування спеціальних сил (хорв. Zapovjedništvo specijalnih snaga) — підрозділ Збройних сил Республіки Хорватія, одна з трьох самостійних військових частин, безпосередньо підпорядкованих Генеральному штабові Збройних сил Хорватії, покликана забезпечити боєготовність сил спеціального призначення до операцій з оборони територіальної цілісності, суверенітету та незалежності Республіки Хорватія. До його завдань також належить участь в операціях НАТО та у складі сил коаліцій. 
Утворене на основі Батальйону спеціальних операцій, що існував по грудень 2014 року, коли відповідно до положень Довгострокового плану розвитку збройних сил на період 2015-2024 рр., указу Президента Хорватії та Верховного головнокомандувача збройних сил і рішення міністра оборони та наказу начальника Генерального штабу збройних сил розпочався процес реорганізації Батальйону спеціальних операцій, який привів до появи Командування спеціальних сил (CROSOFCOM) на початку лютого 2015 року. Метою реорганізації було створення оперативно сумісних спеціальних сил швидкого розгортання, здатних адекватно реагувати на поточні та майбутні виклики безпеки. На момент виникнення Командування спеціальних сил Збройних сил Республіки Хорватія складалося з п'ятьох організаційних підрозділів.
Подальша реорганізація CROSOFCOM відбулася в середині 2019 року, внаслідок чого було створено три додаткові групи військ спеціального призначення: 3-тя, 4-та і 5-та групи відповідно. Разом із реорганізацією CROSOFCOM 194-та ескадрилья багатоцільових вертольотів 91-го крила ПС Хорватії створила 3-й взвод армійської авіації спеціального призначення, який підтримуватиме CROSOFCOM своїми вертольотами Mil Mi-171Sh до прибуття нових вертольотів UH-60M Black у 2022 році.
Річницею Командування спеціальних сил став день створення першого підрозділу спеціального призначення Збройних сил Хорватії — батальйону ім. Зринських — 18 травня 1991 року.

## Оснащення

### Короткоствольна зброя
| Модель        | Зображення | Калібр | Походження |  |
| ------------- | ---------- | ------ | ---------- |  |
| HS Produkt HS |            | 9×19мм | Хорватія   |  |

### Пістолети-кулемети
| Модель             | Зображення | Калібр   | Походження |  |
| ------------------ | ---------- | -------- | ---------- |  |
| Heckler & Koch MP5 |            | 9×19мм   | Німеччина  |  |
| Heckler & Koch MP7 |            | 4,6×30мм | Німеччина  |  |

### Автоматичні карабіни
| Модель               | Зображення | Калібр    | Походження |  |
| -------------------- | ---------- | --------- | ---------- |  |
| Heckler & Koch G36   |            | 5,56×45мм | Німеччина  |  |
| Heckler & Koch HK416 |            | 5,56×45мм | Німеччина  |  |
| FN SCAR              |            | 5,56×45мм | Бельгія    |  |
| Colt M4              |            | 5.56×45мм | США        |  |

### Снайперські гвинтівки
| Модель               | Зображення | Калібр    | Походження |  |
| -------------------- | ---------- | --------- | ---------- |  |
| Sako TRG-42          |            | 8,6×70мм  | Фінляндія  |  |
| Heckler & Koch HK417 |            | 7,62×51мм | Німеччина  |  |
| Remington M40A5      |            | 7,62×51мм | США        |  |
| Barrett M82          |            | 12,7×99мм | США        |  |
| SCAM Marine MACS M3  |            | 12,7×99мм | Хорватія   |  |

### Гранатомети
| Модель              | Зображення | Калібр  | Походження |  |
| ------------------- | ---------- | ------- | ---------- |  |
| Metallic RBG-6      |            | 40×46мм | Хорватія   |  |
| Heckler & Koch AG36 |            | 40×46мм | Німеччина  |  |
| Mk 19               |            | 40×53мм | США        |  |

### Кулемети
| Модель              | Зображення | Калібр    | Походження |  |
| ------------------- | ---------- | --------- | ---------- |  |
| Browning M2         |            | 12,7×99мм | США        |  |
| FN MAG              |            | 7,62×51мм | Бельгія    |  |
| FN M249             |            | 5,56×45мм | Бельгія    |  |
| Heckler & Koch HK21 |            | 5,56×45мм | Німеччина  |  |

## Міжнародне співробітництво
- Командування спеціальних операцій США
- Командування спеціальних операцій у Європі
- 10-та група ССО армії США
- 19-та група ССО армії США
- Naval Special Warfare Unit 2
- Командування спеціальних сил Німеччини
- Сили спеціальних операцій Польщі
- Спеціальні сили Центральноєвропейського оборонного співробітництва

## Галерея

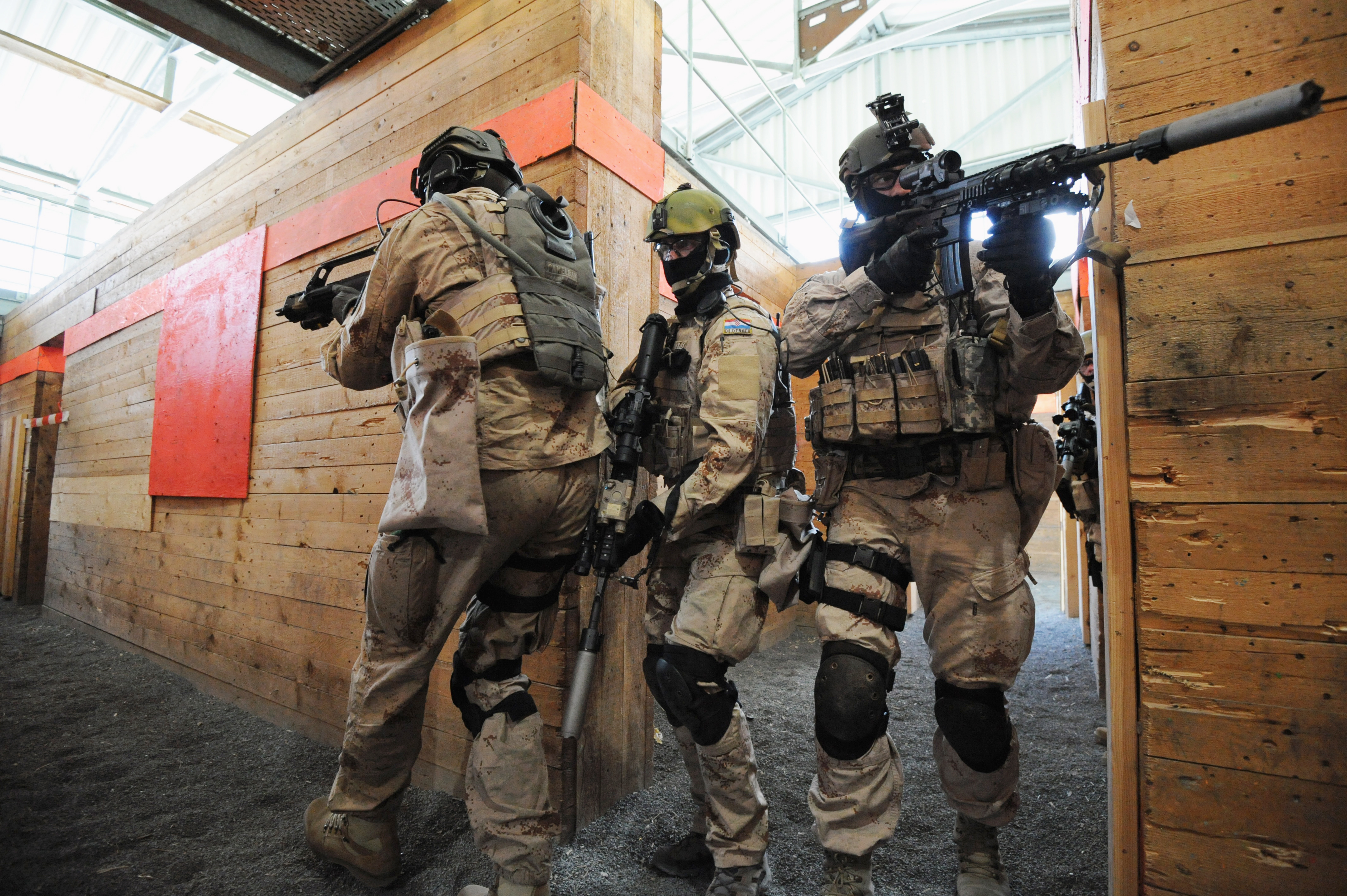
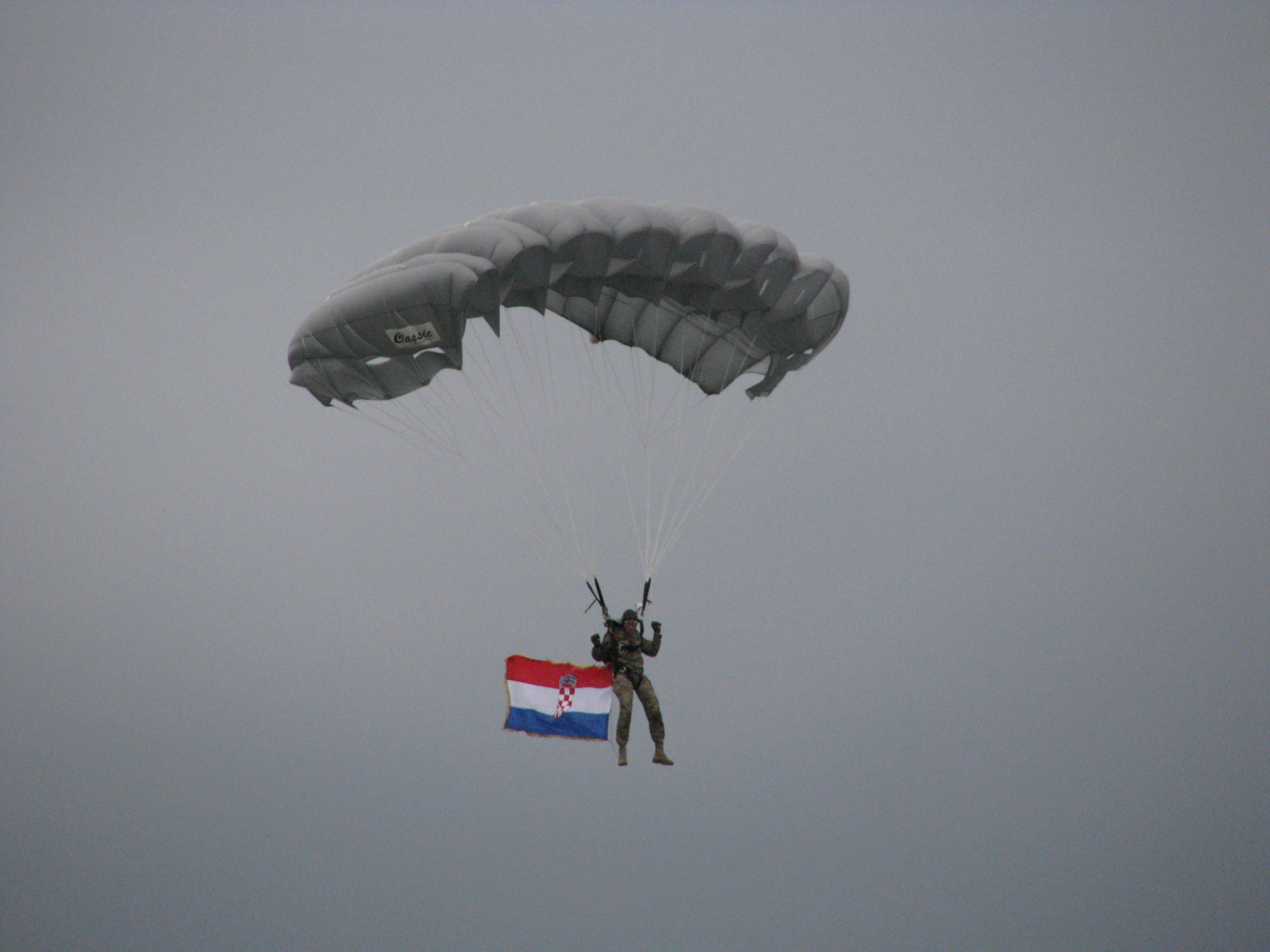
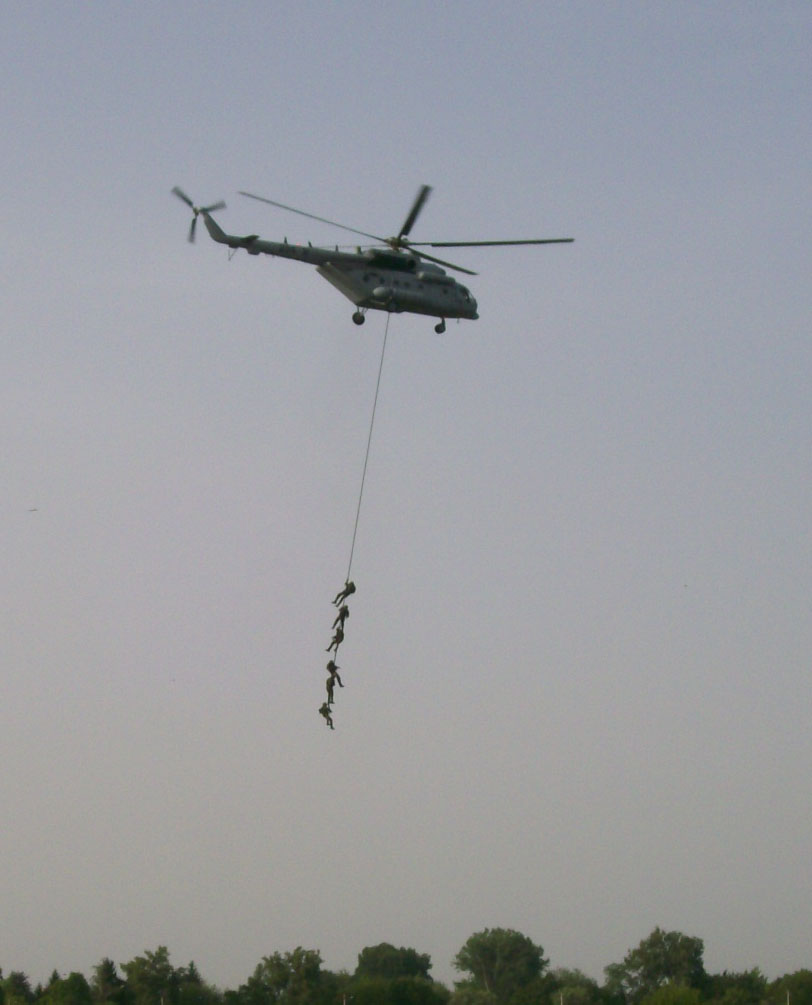
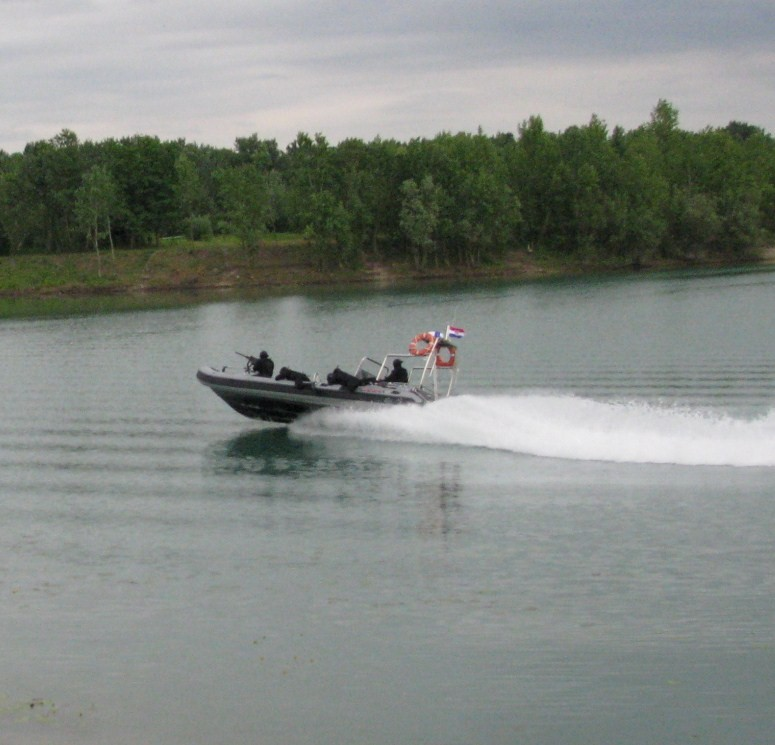
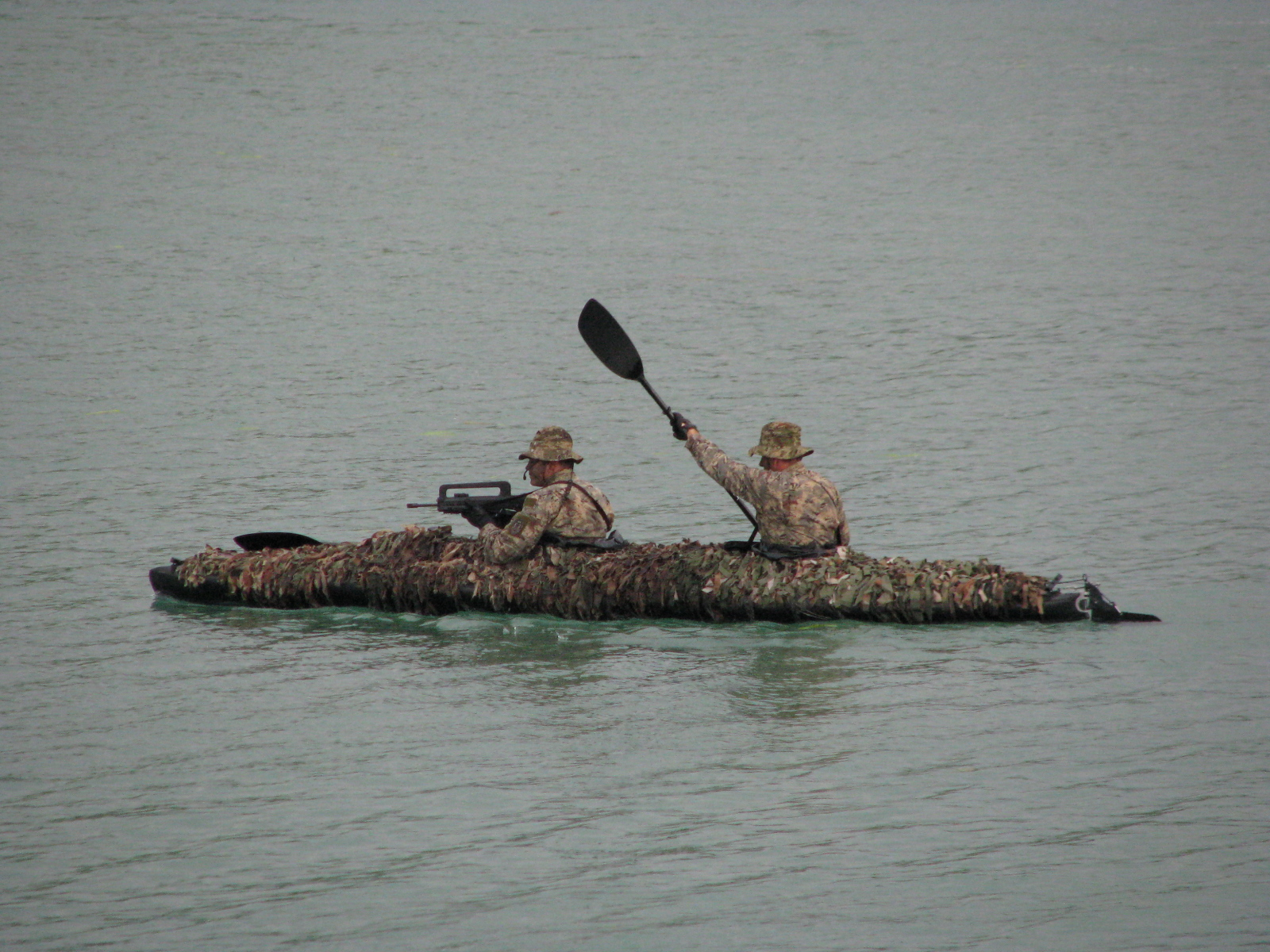
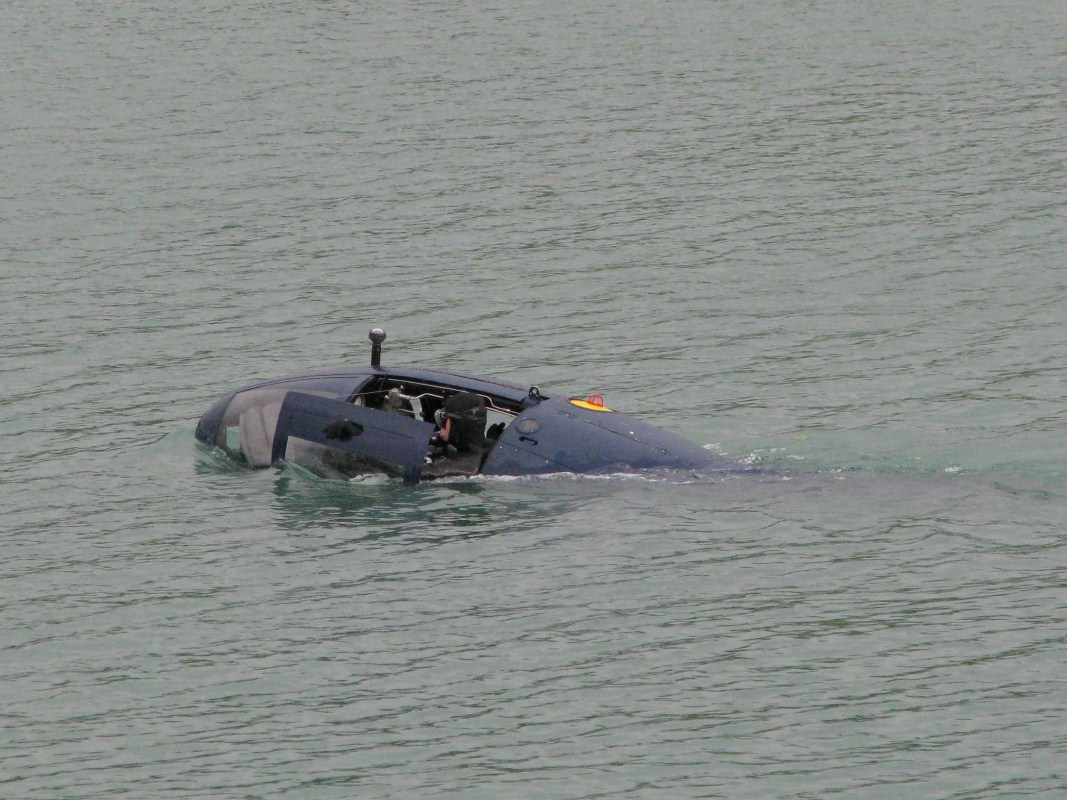
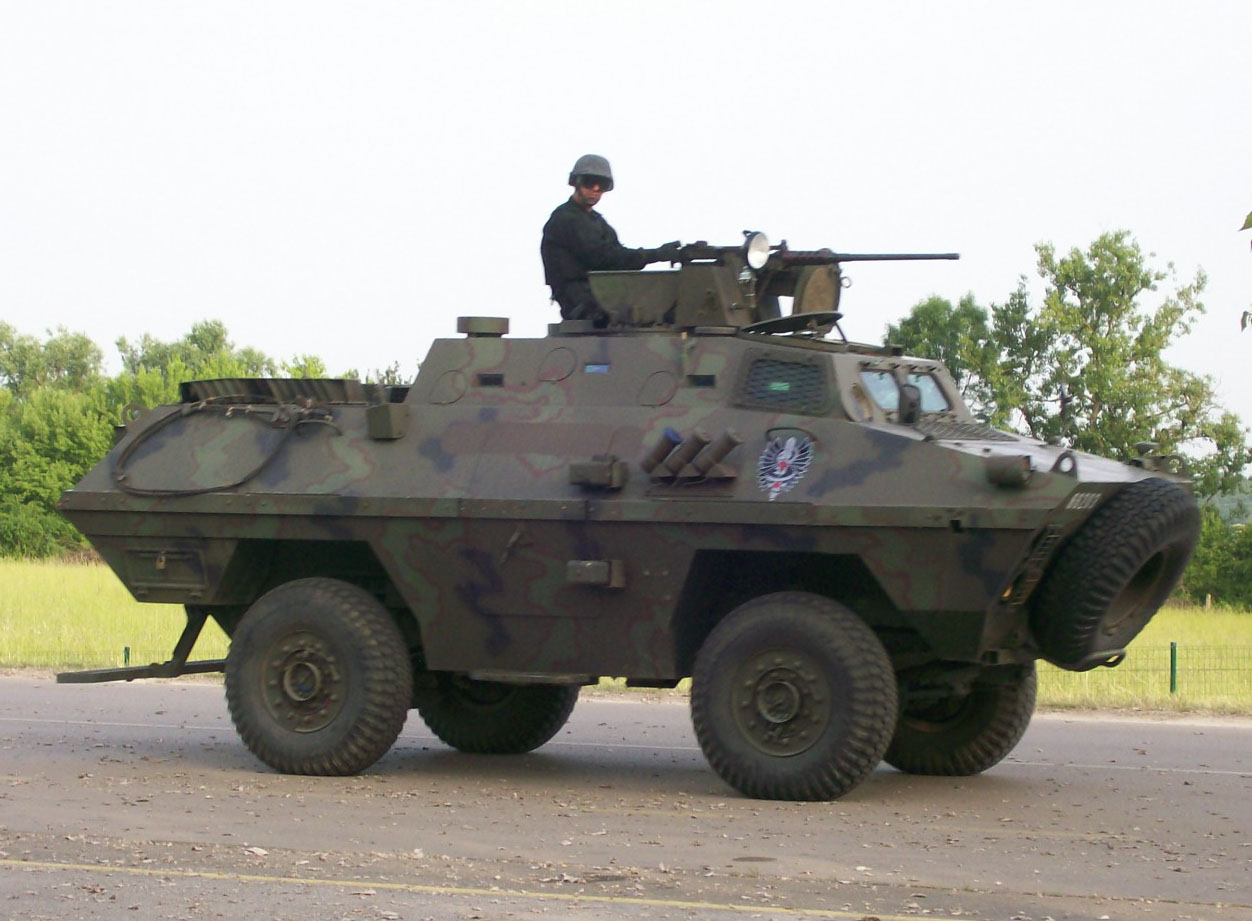
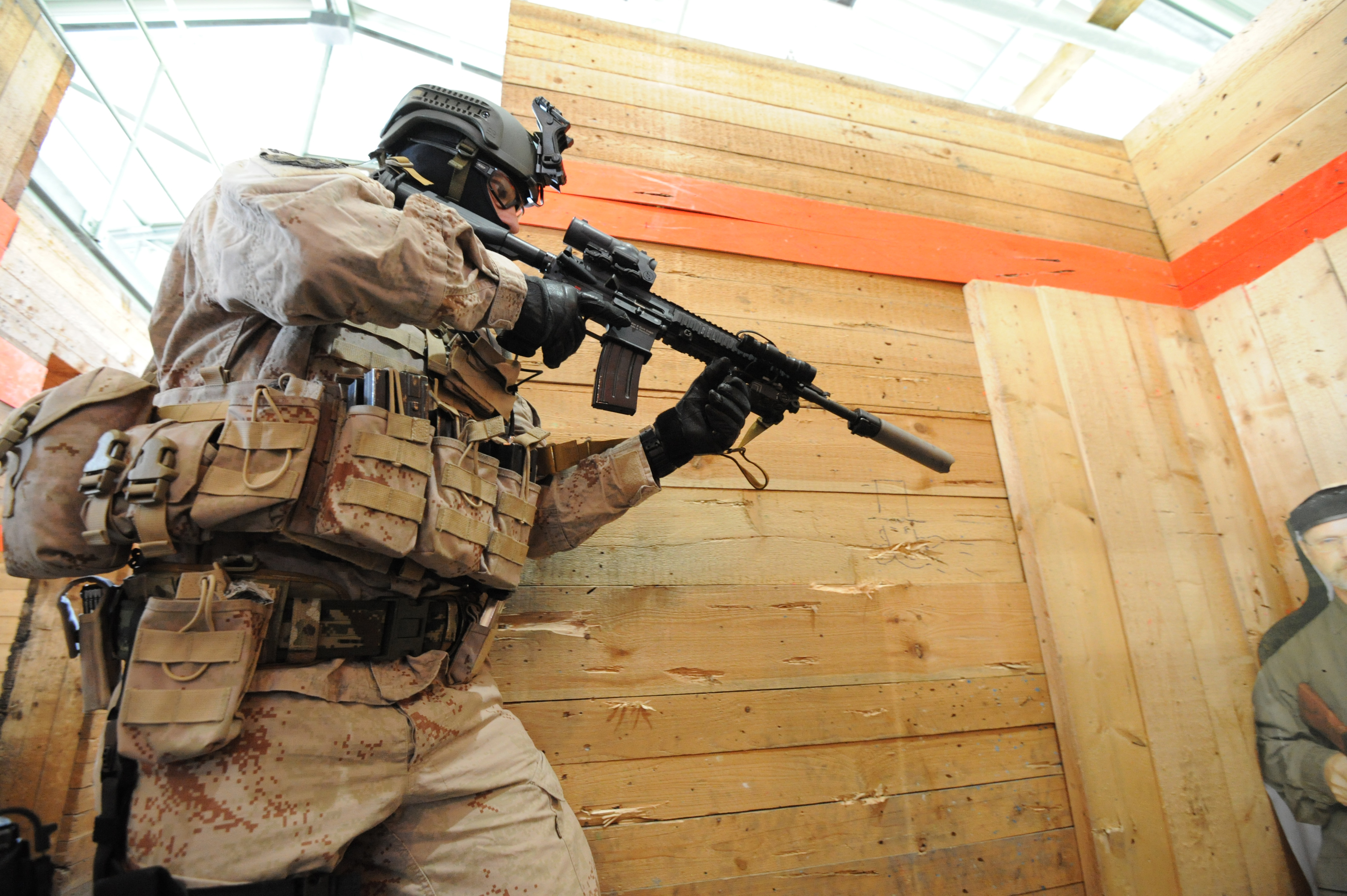